# 杉谷雅文
杉谷 雅文（すぎたに まさふみ、1910年9月25日 - 1991年5月7日）は、日本の教育学者。広島大学名誉教授。
兵庫県美方郡浜坂町（現・新温泉町）出身。姫路師範学校卒、広島高等師範学校卒、1937年広島文理科大学教育学科卒、福井師範学校教授、鹿児島師範学校教授、鳥取師範学校教授、1947年広島文理科大学講師、1949年助教授、1952年「生命哲学と教育学」で広島文理科大学文学博士。1953年教授、広島大学教育学部教授、1961-1964年広島大学教育学部附属小学校校長、1974年広島大を定年退官、名誉教授、親和女子大学教授。1983年勲三等旭日中綬章を受章。

## 著書
- 『学習指導法の原理』柳原書店 1952
- 『学習指導法の新形態』光風出版 光風教育ライブラリー 1954
- 『現代哲学と教育学』柳原書店 1954
- 『現代日本教育の根本問題』光風出版 1955
- 『西洋教育史 リット』牧書店 1956
- 『現代学習指導法の問題点』光風出版 1957
- 『現代教育の革新』玉川大学出版部 1973

### 共編著
- 『主体的な読みをめざす国語の学習指導』鈴木昭一共著 明治図書出版 1961
- 『日本教育の反省』佐伯銀太郎共著 明治図書出版 1962
- 『中学校教科指導の近代的開拓と合理化』片淵勝二共編 光風出版 1965
- 『現代教育学の動向と課題』共著 福村出版 1966
- 『現代のドイツ教育哲学』編著 玉川大学出版部 1974
- 『教育学原論』村田昇共編著 ミネルヴァ書房 現代の教育学 1979

### 翻訳
- エドゥアルト・シュプランガー『教育学的展望 現代教育の諸問題』村田昇共訳 関書院 1956
- 『ペスタロッチー全集』第5巻「立法と嬰児殺し」平凡社 1959
- テオドール・リット『生けるペスタロッチー 三つの社会教育学的省察』柴谷久雄共訳 理想社 1960
- 『ペスタロッチー全集』第10巻「基礎陶冶の理念に関する見解と経験」平凡社 1960
- O・F・ボルノー、リット『新しい教育の探求』溝川良一共訳 明治図書出版 1961
- ハンス・バルト『ペスタロッチ研究 教育・政治・経済・道徳の関連』柴谷久雄共訳 明治図書出版 1961

## 論文
- Cinii